# 同济大学医学院

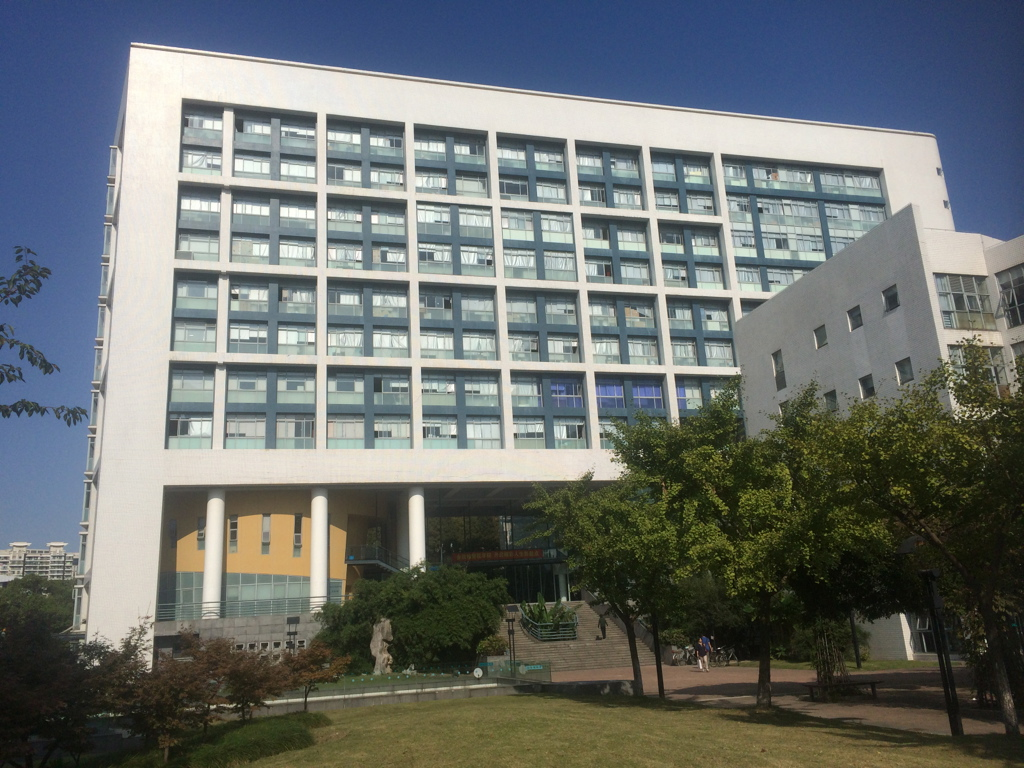
上海同濟大學醫學院

2000年4月，原上海铁道大学与同济大学合并。在原上海铁道大学医学院基础上重建医科，成立新的同济大学医学院。于是，中国出现了两个使用“同济”品牌的医学院，上海的同济大学医学院和武汉的华中科技大学同济医学院。

## 历史沿革

### 早期历史
1907年在上海设立德文医学堂，招收中国学生，以培养施诊医生。这个计划得到德国驻沪总领事以及德国政府高等教育司的支持。1906年，他们设立了一个支持医学堂开办的基金会，得到了德国“促进德国与外国思想交流的科佩尔基金会”的协助，筹集到一批医科书刊及新式的外科手术电动器械等物品。
1907年6月医学堂开学前，德国驻沪总领事克纳佩在上海不仅号召德国商人捐款，而且要求德国洋行向中国商人募捐。同时，费舍尔还要求中国官方的资助和支持，克纳佩利用在中德两国募来的捐款，成立了“为中国人办的德国医学堂基金会”。当时规定，捐款金额较多者可成为医学堂董事会董事。医学堂建立时定名为上海德文医学堂，并成立了董事会负责学校的管理。董事会由18人组成，主要成员有：三个德医公会元老：宝隆、福沙伯（第二任校长）、福尔克尔；三名德国商人：莱姆克、米歇劳和赖纳；两名中国绅商：朱葆三（沪军都督府财政部长及上海商务会会长，大买办）、虞洽卿（荷兰银行买办）；总领事馆的副领事弗赖海尔·冯·吕特等。埃里希·宝隆医生被正式推选为董事会总监督（董事长）兼学堂首任总理（校长），负责学堂的管理。医学堂的校址设在同济医院对面的白克路（今上海凤阳路）。1907年10月1日上海德文医学堂举行了开学典礼。

#### 同济德文医学堂
1908年，“德文医学堂”改名为“同济德文医学堂”。“同济”当时寓意德国人与中国人同舟共济，“同济”二字从德语“Deutsch”（意为“德意志、德国、德语”）在上海话的谐音而来，意蕴合作共济。1909年，宝隆博士因病于3月5日在上海逝世。上海德医公会元老福沙伯博士接任同济德文医学堂总监督兼总理。

#### 同济医工学堂
1910年12月，德国政府及工商界看到上海同济德文医学堂已取得信誉和办学经验，同时认为上海是中国最重要的工商业城市，而且近千名德国商人在上海经商，于是他们计划办一所工学堂。12月10日，德国工商界和银行界领袖集会，推选德国枢密政府顾问费舍尔博士为首，在中国建立一个德国工学堂协会。在费舍尔的号召下，短短几月就筹得175万马克的资金。 
1912年，同济德文医学堂增设工科，更名为“同济医工学堂”，设医、工和德文三科（德文科为预科，德语语言学校）。由校董事会筹措办学经费，由福沙伯全面领导学堂。当年，医正科三级学生张近枢、何理中、江逢治３人，按照德国大学医科考试规则参加学堂的第一次毕业考试，均顺利通过，如期毕业。他们是同济历史上的第一届毕业生。
工科起先只有机电科，1914年，第一次世界大战爆发，青岛被英、日联军侵占。德人开设的青岛特别高等专门学校停办，该校一些教师和43名学生转来同济医工学堂，43名学生中有30人是土木科，同济医工学堂工科因此增设土木科。

#### 同济医工专门学校
1917年第一次世界大战进入尾声，2月美国宣布与德国断交，不久对德宣战。3月17日，上海法租界以同济医工学堂是德国的产业，为防止德国人利用该校机械制造武器为由，当众宣布解散学校，并限令师生当日离校。为此，社会各界联名致电北洋政府教育部，请设法对同济学生作善后安排。教育部马上派人商议，把学校迁到吴淞镇，继续开学上课。4月23日，教育部下令学堂改属华人私立学校，由华人董事会办学，直属教育部管理。同年12月，更名为私立同济医工专门学校。1922年，学校正式迁往吴淞镇。
根据《宝山县志》记载:

民国6年（1917年）同济德文医学堂由华董接管，迁入吴淞中国公学。民国8年（1918年），在教育部次长袁希涛主持下，由教育部拨款，在吴淞购地150亩筹建校舍。民国11年（1921年）竣工后陆续迁入新校舍。

同济德文医学堂原位于复兴路的校园後來成為上海理工大学的教学楼。

### 同济大学医学院迁往湖北武汉
1950年，为了支援湘鄂粤桂豫赣六省（中南区）医疗卫生事业，全部医学院和附属同济医院迁往湖北武汉，与武汉大学医学院合并后改名中南同济医学院和武汉同济医院。1955年8月，中南同济医学院更名为武汉医学院。1985年7月，武汉医学院又改名同济医科大学。现为华中科技大学同济医学院。

### 同济大学重建医科设立医学院
同济大学医学院西迁武汉与武汉大学医学院组建武汉医学院后，在差不多半个世纪的时间内同济大学没有医学学科。2000年4月，原上海铁道大学与同济大学合并。在原上海铁道大学医学院基础上重建医科，成立新的同济大学医学院。

## 同济大学医学院现状
同济大学医学院目前设有基础医学院、药学院（筹）、护理学院（筹）、公共卫生与全科医学院（筹）、康复医学院（筹）、生物工程与纳米科学研究院、实验动物中心、实验教学中心。
基础医学院下辖人体解剖与组织胚胎学系、生理学系、生物化学与分子生物学系、细胞生物学系、医学遗传学系、免疫学与病原生物学系、病理学与病理生理学系、干细胞与再生医学系。

## 附属医院
截至2024年8月，同济大学有12家附属医院：上海市第十人民医院、上海市同济医院、上海市东方医院、上海市肺科医院、同济大学附属口腔医院、上海市第一妇婴保健院、上海市杨浦区中心医院、上海市养志康复医院、上海市皮肤病医院、上海市第四人民医院、同济大学附属精神卫生中心（原浦东新区精神卫生中心）和上海市普陀区人民医院。